# 안세희 (1991년)
안세희(安世熙, 1991년 2월 8일~)는 대한민국의 축구 선수로 포지션은 수비수이다.

## 구단 경력
2015시즌을 앞두고 부산 아이파크에 입단하며 프로 무대에 입문하였으며, 2015 시즌 중반 출전 기회를 잡기 위해 대전 시티즌에 임대 이적하였다. 2015년 10월 4일 열린 울산과의 경기에서 이재성의 안면을 머리로 강타해 광대뼈 골절과 전치 6주를 입혔으며, 이로 인해 500만 원 벌금과 동시에 리그 잔여 5경기 출전 정지를 받아 대전 입단 후 4경기 만에 시즌 아웃되었다.
2016시즌을 앞두고 FC 안양으로 이적하였다. 2016년 5월 11일에 열린 전북 현대 모터스와의 FA컵 경기서 동점골을 기록하며 프로데뷔 후 첫골을 신고했다.
2017년 7월 27일 포항 스틸러스로 임대이적하였다.